# Sarcasme
Pour l’œuvre musicale, voir Sarcasmes (Prokofiev).
Le sarcasme (du grec ancien σαρκασμός / sarkasmos), ou dérision, est une moquerie ironique, une raillerie tournant en dérision une personne ou une situation. Il peut être considéré comme une forme d'ironie piquante ou belliqueuse.
À l'inverse de l'ironie, qui consiste à dire le contraire de ce que l'on pense en faisant comprendre que l'on pense le contraire de ce que l'on dit, le sarcasme est plus difficile à déceler. En effet, être sarcastique c'est dire le contraire de ce que l'on pense, sans montrer qu'on pense le contraire de ce que l'on dit.

## Comparaison avec l'humour, l'humour noir et le cynisme
Tandis que le cynisme relève d'une bravade contre les valeurs, les convenances et les principes de la société, le sarcasme est plutôt une réaction plus piquante et amère à une situation.
Il se rapproche de l'humour noir, mais est plus acerbe là où l'humour noir cherche plutôt à faire rire. Le sarcasme n'est pas toujours considéré comme une forme d'humour. Le philosophe Gérard Rabinovitch distingue entre le sarcasme, la raillerie, la moquerie, la parodie, la satire, l'ironie, le persiflage, la farce, le burlesque - tous des « formes de rires mordants, avec la plus ou moins cruauté ou légèreté de leur timbre », et l'humour qui est  « une sorte de rire bienveillant, accroché de lucidité ». Pour Claude Tapia, professeur émérite de psychologie sociale à l'université de Tours, « Une première façon de définir l'humour consiste à l'opposer au sarcasme, au ricanement, au persiflage, « une passion française » (M. Séry) qui trahit la tendance au culte de soi et à la haine de l'autre (A. Demailly) ».